# Mifflin Bermúdez
Pour les articles homonymes, voir Bermúdez.
Mifflin Bermúdez Tucto, né le 4 février 1968 à Huánuco (Pérou), est un ancien  footballeur péruvien reconverti en entraîneur de football.

## Biographie

### Carrière de joueur
Prénommé Mifflin par son père, grand admirateur de l'ancien international péruvien Ramón Mifflin, ce milieu de terrain de petit gabarit (1,59 m) est considéré comme l'une des idoles de l'Unión Minas dont il portait le numéro 10. Il joua aussi pour le León de Huánuco, club de sa ville natale où il fit ses débuts en 1988, La Loretana (en) (1997) et le FBC Melgar (1999).

### Carrière d'entraîneur
Une fois sa carrière de joueur terminée, il embrasse le métier d'entraîneur et dirige bon nombre d'équipes en 2e division et Copa Perú (la D3 péruvienne) dont il atteint la finale avec le Sport Águila en 2007. Il prend les rênes du Sport Huancayo en 2008 suivi du León de Huánuco, un de ses anciens clubs de joueur, l'année suivante. Il est l'un des entraîneurs récurrents de l'Alianza Universidad qu'il dirige à trois reprises sur la période 2010-2017.
Entraîneur de l'équipe réserve du Sport Huancayo en 2019, il a l'occasion de diriger l'équipe première dudit club lors de la dernière journée du championnat face au Sport Boys (défaite 0-1). En 2022, il reprend les rênes du Sport Huancayo, succédant à l'Argentin Carlos Desio, destitué après la 5e journée du tournoi de clôture.

## Palmarès(entraîneur)
Sport Águila
- Copa Perú :
  - Finaliste : 2007.